# Boronia minutipinna
Boronia minutipinna är en vinruteväxtart som beskrevs av M. F. Duretto. Boronia minutipinna ingår i släktet Boronia och familjen vinruteväxter. Inga underarter finns listade i Catalogue of Life.